# Heinrich Binnius
Heinrich Binnius (auch: Henricus Binn; * 28. November 1610 in Barum; † 2. Mai 1665 in Helmstedt) war ein deutscher Rechtswissenschaftler.

## Leben
Der Sohn des Theologen Peter Binn und dessen Frau Ilsa, Tochter des Wolfenbütteler Bürgers Johann Fiedler, erhielt die erste Ausbildung von seinem Vater. 1622 besuchte er die Klosterschule Walkenried, war dann an den Gymnasien in Wolfenbüttel und in Braunschweig. 1627 bis 1630 setzte er seine Ausbildung am Gymnasium in Hannover bei Johannes Struvius fort. Aufgrund der Kriegswirren des Dreißigjährigen Kriegs konnte er zunächst keine Hochschule besuchen. Erst am 10. Mai 1632 bezog er die Universität Helmstedt, unterbrach seine Studien 1635 wegen Geldmangels, wurde 1637 Hauslehrer bei Conrad Hornejus und schuf sich in dieser Stellung wieder eine finanzielle Grundlage, um 1639 an der Universität Helmstedt das Studium fortzusetzen.
1640 erhielt er die Stelle eines Sekretärs der Akademie und promovierte an seinem Hochzeitstag 1649 zum Doktor der Rechtswissenschaften. Einen Monat später wurde er Assessor am Braunschweig-Lüneburgschen Hofgericht.
1650 wurde Binnius zum Professor der Instituten und des Kriminalrechts in Helmstedt berufen, welche Stelle er am 10. Januar 1651 antrat und bis zu seinem Lebensende versah.
Er starb am 2. Mai 1665 in Helmstedt an einem Schlaganfall und wurde dort am 15. Mai begraben.

## Familie
Binnius heiratete am 6. September 1649 Magaretha Stuhe, Witwe des Professors der Pandekten Balthasar Rinck. Aus dieser Ehe gingen der Sohn Theodul Heinrich (1652–1655) und eine Tochter hervor, die in frühen Kinderjahren verstarben. Seine adoptierte Tochter Susanna Rinck heiratete 1659 den damaligen außerordentlichen Professor in Helmstedt Enoch Gläser.

## Werke (Auswahl)
- Collegii Moralis Publici Dissertatio Prima De Natura Et Partibus Philosophiae Moralis. Lucius, Helmstedt 1635.
- In Obitum Magni Herois Serenissimi Et Illustrissimi Principis Ac Domini Dn. Georgii, Ducis Brunsvicensis Et Luneburgensis, &c. Carmen subscriptum. Muller, Helmstedt 1643. (Digitalisat)
- Disputatio De Iuribus Maiestatis Circa Profana Constitutis. Müller, Helmstedt 1651. (Digitalisat)
- Disputatio Iuridica De Successionibus Ab Intestato. Müller, Helmstedt 1652. (Digitalisat)
- Discursus Iuridicus De Necessaria Defensione. Müller, Helmstedt 1653. (Digitalisat)
- Disputatio Iuridica De Privatis Delictis. Müller, Helmstedt 1654. (Digitalisat)
- Exercitatio Iuridica De Delictis Publicis Et Quidem De Illis Quae Vocantur Carnis. Müller, Helmstedt 1655. (Digitalisat – Titelblatt fehlerhaft)
- Assertiones Iuridicae De Varii Generis Homicidiis: Ex § 5. & 6. Inst. de Public. Iudic. & concordantibus ff. & C.ttis nec non Const. Crim. Carolin. Excerptae. Müller, Helmstedt 1656. (Digitalisat)
- Disputatio Iuridica De Furto. Müller, Helmsted 1656.
- Disputatio Iuridica De Pignoribus Et Hypothecis. Heitmüller, Helmstedt 1656. (Digitalisat)
- Dissertatio Iuridica De Locatione, Conductione, Ut Et De Emphyteusi. Müller, Helmstedt 1657. (Digitalisat)
- Disputatio Iuridica De Legatis. Müller, Helmstedt 1657.
- Disputatio Iuridica De Mortis Causa Donatione. Müller, Helmstedt 1658. (Digitalisat)
- Dissertatio Iuridica Inauguralis De Cessione Iurium, Sive Actionum. Müller, Helmstedt 1658. (Digitalisat)